# Citroën Xsara
Citroën Xsara je mali obiteljski automobil francuskog proizvođača automobila Citroën. Xsara je dizajnirana kao nasljednik modela Citroën ZX. 
Xsara je na tržište dolazila kao model hatchback i kao karavan. U obje varijante postojali su modeli s troje i s petero vrata. Na raspolaganju su bili benzinski motori zapremnine 1.4L, 1.6L, 1.8L i 2.0L, te turbodizelski zapremnine 1.6L, 1.9L i 2.0L.
Prva linija automobila izašla je na tržište 1997. Druga linija izbačena je na tržište 2000., te je doživjela manje preinake u unutarnjem i vanjskom izgledu, te je imala tvrđi ovjes od prethodne. Dodatne modifikacije u izgledu učinjene su na modelim iz 2002., te kasnije i na modelu iz 2003. Model hatchback, prestao se je proizvoditi 2004. kada ga je zamijenio Citroën C4, dok se je inačica Citroën Xsara Picasso proizvodila do 2010.

## Citroën Xsara WRC
Xsara WRC je automobil za reli utrke nastao na bazi modela Xsara hatchback, te je jedan od najuspješnijih automobila u natjecanju svjetskog prvenstva u reliju. Xsara WRC je francuskog vozača Sébastien Loeb dovezla do 28 pobjeda na utrkama svjetskog prvenstva u reliju, te tri uzastopna naslova svjetskog prvaka u reliju (2004., 2005., 2006.), a tvorničku momčad do tri konstruktorska naslova (2003., 2004., i 2005.). U Xsari su pobjede ostvarili i vozači Jesús Puras, Carlos Sainz i François Duval.